# Eudule phlaearia
Eudule phlaearia är en fjärilsart som beskrevs av Otto Staudinger 1894. Eudule phlaearia ingår i släktet Eudule och familjen mätare. Inga underarter finns listade i Catalogue of Life.